# Michiyo Fujimaru
Michiyo Fujimaru, född den 6 april 1979 i Tokyo, Japan, är en japansk konstsimmare.
Hon tog OS-silver i lagtävlingen i konstsim i samband med de olympiska konstsimstävlingarna 2004 i Aten.